# Duson
Duson é uma cidade  localizada no estado americano de Luisiana, na Paróquia de Acádia e Paróquia de Lafayette.

## Demografia
Segundo o censo americano de 2000, a sua população era de 1672 habitantes.
Em 2006, foi estimada uma população de 1651, um decréscimo de 21 (-1.3%).

## Geografia
De acordo com o United States Census Bureau tem uma área de
6,6 km², dos quais 6,6 km² cobertos por terra e 0,0 km² cobertos por água. Duson localiza-se a aproximadamente 9 m acima do nível do mar.

## Localidades na vizinhança
O diagrama seguinte representa as localidades num raio de 16 km ao redor de Duson.